# Melrose (Floride)
Pour les articles homonymes, voir Melrose.
Melrose est une communauté non incorporée située dans les comtés d'Alachua, de Bradford, de Clay et de Putnam en Floride, à environ 80 km de Jacksonville, au bord du lac Santa Fe.
La culture d'agrumes (ponkan en particulier) y a été implanté à la fin du XIXe siècle.